# Гарванът (стихотворение)
Вижте пояснителната страница за други значения на Гарванът.
„Гарванът“ (на английски: The Raven) е стихотворение на американския поет и разказвач Едгар Алън По. Публикувано е за пръв път през януари 1845 година и носи на автора си световна слава. Свръхестествената история разказва как в една тъмна нощ безименният разказвач е посетен от мистериозен говорещ гарван, който грачи „Никога вече!“ („Nevermore!“).
Първият български превод на стихотворението е направен от Елин Пелин през 1906. Впоследствие то бива превеждано нееднократно. Другите му преводи са на Кристин Димитрова и Владимир Трендафилов (пародийно от 1992), Любен Любенов (1993), Велико Боев (1988), Спас Николов (1967).
През 1945 издателство „Фама“ представя ново двуезично издание на така популярните стихове на По. Преводът е дело на Георги Михайлов, а богатите илюстрации са излезли изпод ръката на известния френски художник, илюстратор и гравьор – Гюстав Доре.
През 2005 издателство „Зограф“ събира всички преводи и критически текстове в сборника „Гарванът • Български преводи и критиката за тях“. През 2001 г. в ИК „Сребърен лъв“ излиза сборникът „Стихотворения и поеми на Едгар Алън По“, сред които „Гарванът“, „Ал Аарааф“, „Тамерлан“, „Камбани“ и др. в превод на Теменуга Маринова.
Дори и след смъртта си По разединява литературната общност. Едни го величаят като бог, други, сред които Марк Твен („За мен прозата му е напълно негодна за четене – също като тази на Джейн Остин“) го обвиняват в липса на мъжественост и талант. Друга лична нападка от У. Х. Оден оприличава любовния му живот на ридаене в нечий скут и правене на жертва. Некрологът му, написан от американски критик, започва с „Едгар Алън По е мъртъв. Той умря в Балтимор преди два дни. Това известие ще разтревожи мнозина, но малко ще скърбят за него“. Авторът на мрачните слова, Руфъс Уилмот Грисуолд, по-късно написва биографична статия за По, в която се опитва да екзекутира вече мъртвия, приписвайки му всички съществуващи пороци и злини. Не че животът на По не дава материал за подобни нападки, но от злоба Грисуолд изопачава истината по жесток начин.

## Резюме
| “                        | Веднъж, среднощ, във час нещастен, аз, уморен, безучастен, в стари томове заровен над проклетата наука, и наведен, и забравен, в мисли, в блянове отдаден, чух внезапно, отчетливо – и внезапно се почука - „Гост навярно“ – аз казах си, отведнъж услушан в звука, казах, стреснат аз от звука. Бе декември, помня ясно, време тежко и нещастно. От камина върху пода отблеск огнен си играйше... Да се съмне чаках страстно! И безумно, а напрасно търсех в книгите забрава на безкрайната си мъка по изгубена Ленора – безпощадната си мъка, на мечтите мои звука. Завес тънък се люлейше, шум копринен тихо вейше; в тъмнината ръце страшни се простираха към мене; и страхотност безпричинна пълнеше нощта пустинна. И сърцето мое болно. Но... внезапно се почука. „Гост навярно“ – си помислих, отведнъж услушан в звука, „Гост – другар наминал тука!“ И опомнен се изправих и високо се обадих: „Който и да си, що чукаш, ти, приятелю, прости ми, в дрямка падна морен дух и отведнъж аз не чух; и не чух те аз веднага, и не станах да погледна!“ И вратата аз широко кат открих, навънка взрех се - Вред тъмница непрогледна... И застанах мълчеливо, през таз пропаст от мъртвило, и с потаени мечтания взрях се в тъмната пустиня... Мрак и хаос безконечен!... Но кат вик от хор далечен прозвуча за миг „Ленора“ – отзив тих на мойта мъка Мой бе шепот тоз „Ленора“ – отзив тих на мойта мъка - И загина в мрака звука. Влязох поразен, отчаян и от тоя звук замаян, и вратата аз притворих... Но внезапно се почука... Сви сърце ми страх неволен. „Вятър блъска своеволен, вятър блъска недоволен – и се бие във капака. Глупав е подобен страх – вятър блъска се в капака, вятър си играе в мрака...“ Тъй страхът си аз оборих и прозореца отворих. Гарван черен, кат зъл спомен, във покоя мой се вмъкна, шумно мина край стените в тая стая на бедите, обиколи той стените, и строг, важен, неподвижен, върху бюста на Палада кацна без поклон, спокойно, като мой приятел ближен... Призрак черен, онемели, тежко върху шлема бели той стоеше. Аз засмях се и продумах му тогава: „Вашто царство е гробница! Как е твойто име, птица, във задгробний свят, когото Бог на вечна нощ обрече. Как те казват във света, що Бог на вечна нощ обрече?“ Гарван гракна – Нивга вече! Малко смисъл туй откри ми, но с тоз отговор смути ме тая птица, черна птица с глас вещаещ и злокобен... Първи път таквоз злощастье в тоя покой на нещастье, във покоя, де за щастье всяка мисъл е далече, прати клетнику, оставен от надеждата далече. Птица с думи – Нивга вече. Той от шлема на Палада гледаше ме без пощада, и повтаряше без милост своя проговор жестоки, и повтаряше туй слово, тъй спокойно и сурово, че стори ми се навеки той на него ме обрече... „Не, до утре, си помислих, ще се махне той далече...“ Гарван гракна – Нивга вече! От тоз отговор замаян, аз помислих си отчаян: „Дълго време той живял е у клетник безумен някой, кого вечно са терзали зли несрети и печали, който в песните си вечно – теглилото го обрече един припев да повторя – теглилото го обрече, един припев – Нивга вече. И в креслото аз заврях се, в тая черна птица взрях се... Мисли тъжни, безутешни се занизаха верига. Що? – аз мислех – той предрича, що вещае, що нарича гарван черен, съдник страшен? – Участта ли ми предрече, участта ли ми сирашка – в това слово той изрече грозно слово – Нивга вече. Но той там стои, мълчи си и пронизва ме с очи си... Мисли тъжни, безутешни се занизаха верига... Въз завесата облегнат, аз седях от скърб налегнат. Тъй при нея аз облегнат – бе отдавна и... далече, да стоя обичах дълго – бе отдавна и далече - не ще бъде – Нивга вече! И във блянове отвлечен, аз усетих шум далечен, сякаш ангели дойдоха с кадила благоуханни, на душа успокоенье вливаше това каденье, и аз казах със смиренье: „Изцерен съм ето вече, пий, нещастнико, опий се – цяр найде за сявга вече!“ Гракна гарван – Нивга вече! О, ти кой си, ти пророко вещ, птица или дух зловещ? Бурята ил Сатаната са те пратили при мене - о, не искам аз да зная? Но кажи ми, аз желая, ще ли още да страдая – докога ми Бог обрече? Ще ли мога да си кажа: „Утешен си ти, човече!“ Гракна гарван – Нивга вече! О, ти слушай, ти, пророко вещ, птица или дух зловещ! Във небето те заклевам, в името на Страшний съд - Но кажи ми, обади ми, ти: желая, ако аз отида в рая, Ще мога ли да узная аз Ленора там далече? Ще намеря ли Ленора – там при ангелите вече? Гарван гракна: Нивга вече! И от шлема на Палада гледаше ме без пощада... Мисли тъжни, безутешни се занизаха верига... Тъмен дух на Сатаната! Лъжеш! Вярвам в чудесата! Бягай в оня свят, що Бог на вечна нощ обрече! Гарван гракна: Нивга вече! И прониза ме с очи, и остана да стои си Тоя Гарван, черна птица, с глас вещаещ и злокобен... Тая сянка оттогава на душа покой не дава, Тая сянка ме смущава, с тия дум. | ” |
| —Гарванът, Едгар Алън По | |   |

Поемата започва с думи на анонимен разквач, a действието се развива през декември. Обикаляйки една тъмна и празна стая и тъгувайки за смъртта на своята любимата на име Ленор. Изведнъж спокойствието му бива нарушено – чува почукване на вратата, но когато го чува повторно, се оказва, че то идва от прозореца. Поглеждайки да види какво се случва, черен гарван нахлувава в стаята и без да обръща внимание на мъжа каца на бюста на Палада, намиращ се над вратата.
Макар и малко разсеян от тази случка, мъжът решава да попита птицата как се казва, но единственото нещо, което повтаря тя е „Никога вече!“ („Nevermore!“). Разказвачът е шокиран от факта, че гарванът говори, макар да повтаря една съща дума. В един момент, пернатият му „приятел“ сякаш се готви да отлети, намествайки се на мястото си и мъжът отново се отдава на спомените за всички онези хора, които са „отлетели“ от живота му.
Разказвачът обаче не се отказва, издърпва своя стол и сяда точно срещу гарвана, решен да научи повече за него. Замислен в креслото си, той започва отново да мечтае за отминалите прекрасни дни и скъпата Ленор. Изведнъж въздухът в стаята се проеменя, става сякаш по-текъж и младият мъж започва да си мисли, че може би Бог му изпраща знак, че е крайно време да забрави своята Ленор и да продължи напред. Гарванът отново казва „Никога вече!“ („Nevermore“), което предполага, че той никога няма да може да се отърве от спомените си. Разказвачът се ядосва и нарича птицата „демон“ и „пророк на злото“. Накрая, останал без сили, мъжът пита гарвана дали поне на небето ще бъде заедно със своята любима. Когато гарванът реагира отново със своето „Никога вече!“ („Nevermore“), разказвачът е напълно разярен и заповядава на птицата да се върне обратно в „Плутоновия хор“, но тя така и не се помръдва от своето място.
Последното признание, което прави мъжът е, че душата му е хваната в плен на спомените и той завинаги ще остане под сянката на гарвана.

## Анализ
Загубената любима се превръща в основна тема в „Гарванът“ на По, но това далеч не е единственият автобиографичен елемент, който може да бъде открит в най-популярното стихотворение на американския поет. Социалната изолация присъства в света му, въпреки неговото дейно участие в литературния живот. Загубата на близки хора е чувство, което По за нещастие е познавал прекалено добре. Чувството на изолация е породено още от смъртта на родителите му, последвано от отказа да бъде осиновен, смъртта на Френсис Алън, съпругата на неговия благодетел, както и болезнената гибел на неговата съпруга – Вирджиния Клем.
Несъмнено голяма част от мистерията, която обвързваме с поемата е свързана с образа на гарвана и символа гарван като цяло. Според други източници е имало вариант гарванът да бъде заменен от сова или бухал – нощна птица, символизираща мъдростта. След това обаче го е заменил с гарван, заради сонорното „р“. Гарванът определено е символ, който е натоварен с много значения и има богата предистория. В гръцката митология, Палада, въплъщение на мъдростта, е изначалната господарката на гарвана. Неслучайно в поемата гарванът каца именно на бюста на Палада. Мотивировката на По звучи така: „Накарах птицата да кацне на бюста на Палада, също за да създам контраст между мрамора и цвета на перата ѝ – и, както се подразбира, бюстът беше изцяло внушен от птицата, а беше избран точно бюстът на Палада, първо, защото най-добре подхожда на ерудицията на влюбения и, второ, поради звучността на самата дума Палада.“
„Гарванът“ като че ли е събрал цялата тъмнина, скръб, злощастна съдба и обреченост, преследваща Едгар Алън По през целия му живот. Парадоксално е, че творба, показваща такава голяма емоционалност и чувства, е написана с изключителна прецизност и премисляне на всеки детайл. „Гарванът“ е съчетание на изключителния гений, литературен усет, талант, чувство за ритъм, дори някаква степен литературна научност и междувременно ни открива част от една дълбока душевност и съкровено страдание.
Въпреки почти математическия подход, който поетът твърди, че е приложил при написването на своята поема, няма как личното му преживяване и вътрешни чувства да не са повлияли на настроението, което поемата носи. Факт е, че поемата е изключително добре структурирана и всеки детайл в нея е обмислен, но това, което прави най-ярко впечатление е усещането, което носи, което едва ли би могло да бъде предадено толкова добре, ако По не бе преживял загубата на любим човек.

## Композиция
В своето есе „Философия на композицията“ По сам мотивира по какъв начин е избрал размера, темата, рефрена и като цяло настроението на поемата и именно тези премислени избори са причината за нейния успех.
В това есе той описва даже прекалено подробно всеки един свой мотив, като например: гарванът търсил подслон в стаята, защото искал да се спаси от бурята навън (все пак действието се развива през една от нощите на месец декември) и белият бюст на Палада, на който каца е, за да послужи като контраст срещу черната птица.
Колкото до повтарящата се във всяка строфа дума „Nevermore“, авторът пише, че я използвал заради ефекта на дългите гласни, от които е създадена (въпреки че има и друга теория, че По е бил вдъхновен да използва думата от произведенията на лорд Байрън или Хенри Уодсуърт Лонгфелоу).
Поетът сам признава, че пише поемата с цел тя да получи признание. Впоследствие той със сигурност се е гордеел изключително много от получения краен резултат.

## Илюстрации
Няколко години по-късно, когато започва преиздаването на „Гарванът“, в него започват да се включват произведения на изкуството от известни илюстратори. Най-забележителният тираж е този от 1858 г., когато поемата дели страниците с илюстрации от Джон Тениъл, който е илюстратор на „Алиса в страната на чудесата“.
През 1875 г. е публикувано френско издание с английски и френски текст, с литографии от Едуар Мане и превод от Стефан Маларме.
Много художници от 20 век и съвременни илюстратори създават произведения на изкуството и илюстрации, базирани на „Гарванът“, включително Едмънд Дулак, Ищван Ороз и Райън Прайс.
Някои от илюстраторите към неговите произведения са рисували изображения към „Гарванът“, които имат доста голяма прилика със самия По.